# Schornsteinfegergesetz

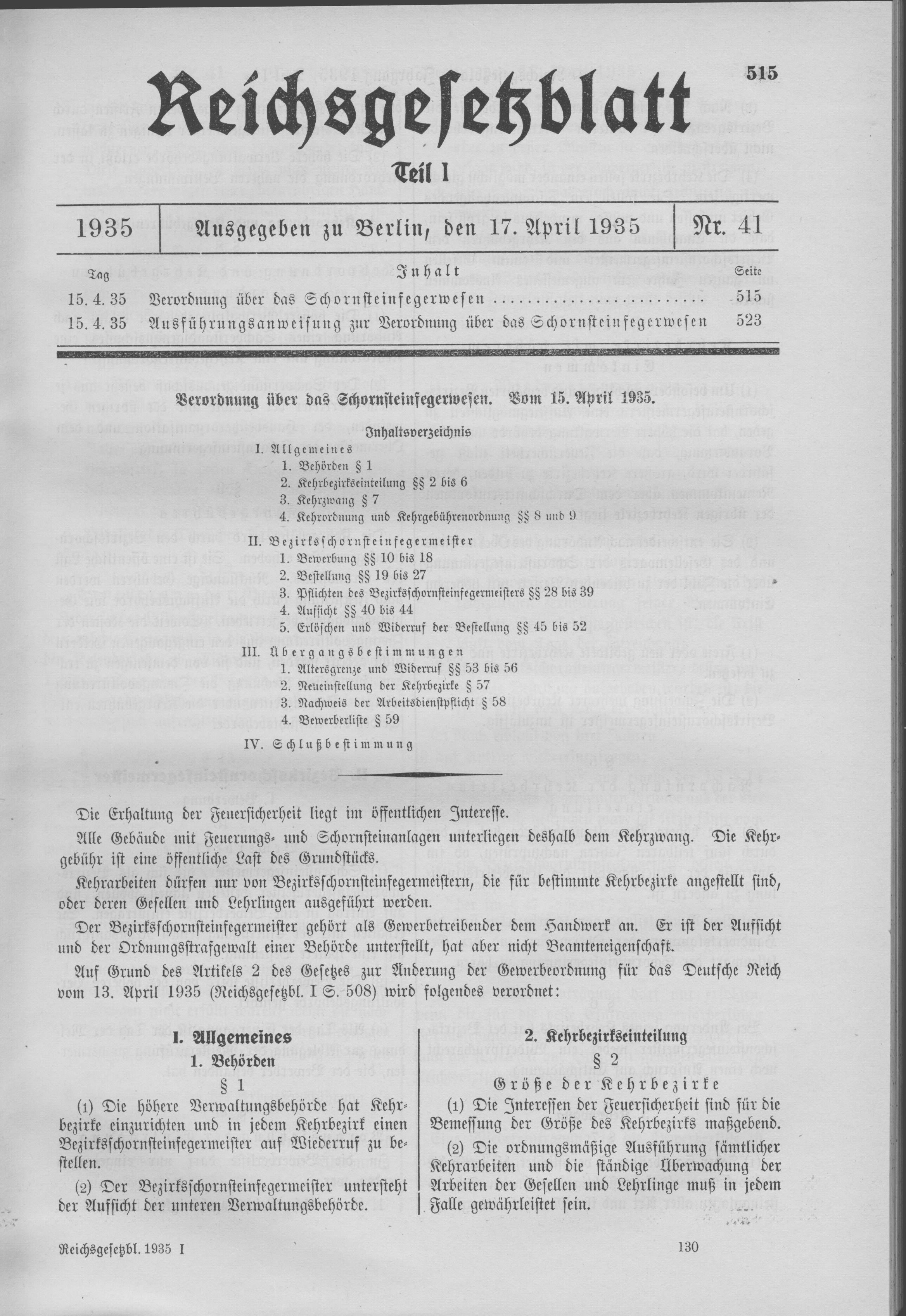
Verordnung über das Schornsteinfegerwesen vom 15. April 1935

Schornsteinfegergesetz war ein Gesetz, das in Deutschland das Schornsteinfegerwesen regelte. Es regelte unter anderem das Kehrmonopol und die Aufgaben der Bezirksschornsteinfeger. Es wurde am 1. Januar 2013 vollständig durch das Schornsteinfeger-Handwerksgesetz (SchfHwG) abgelöst.

## Geschichte
Ausgelöst durch Stadtbrände entstanden im hohen und späten Mittelalter die ersten Brandordnungen bzw. Feuerlöschordnungen. Sie waren Bestandteil allgemeiner städtischer Ordnungen, traten vermehrt seit dem 16. Jahrhundert auf und verbreiteten sich im 17. Jahrhundert schnell. Verfasst und publiziert wurden die Feuerordnungen vom Landesherrn oder von städtischer Obrigkeit. Sie wurden innerhalb eines Jahrhunderts zum Teil mehrmals überarbeitet und neu herausgegeben. In manchen Feuerordnungen wurde das regelmäßige Kehren des Schornsteins zwingend vorgeschrieben. So erließ die Stadt Breslau in einer Urkunde vom 4. August 1578 über die „Neuaufgerichtete Feuerordnung“ Kehrbezirke für Schornsteinfeger in der Stadt. Am 2. April 1727 erließ Preußens König Friedrich Wilhelm I. eine Verordnung, die Vorschriften für Schornsteine, die Errichtung von Kehrbezirken, die Begutachtung von Feuerstätten und die Haftung des Schornsteinfegers bei Schäden enthielt.
Am 21. Juni 1869 wurde die Gewerbe-Ordnung für das Deutsche Reich eingeführt, in welcher § 39 die Einrichtung von Kehrbezirken für Schornsteinfeger gestattete. Die Einrichtung von Kehrbezirken war also eine „Kann-Bestimmung“, von der sehr unterschiedlich Gebrauch gemacht wurde. So gab es keine einheitlichen Maßstäbe für die Größe der Kehrbezirke. Diese war manchmal nicht ausreichend, um davon hauptberuflich leben zu können. Einige kleine Gemeinden hatten den Ehrgeiz, einen lokalen „eigenen“ Schornsteinfeger zu haben. Am 15. Juni 1880 wurde im Deutschen Reichsanzeiger der Erlass des Preußischen Ministers für Handel und Gewerbe zur Regelung des Schornsteinfegerwesens vom 14. Mai 1880 veröffentlicht. Mit diesem Erlass sprach sich der Minister grundsätzlich für das System der Kehrbezirke für Schornsteinfeger aus.
Der Ministerialerlass vom 5. Februar 1907 in Preußen war bis 1935 die Rechtsgrundlage für die Kehrbezirksbildung. Die wesentlichsten Punkte waren: „Für die Bildung von Kehrbezirken ist das feuerpolizeiliche Interesse allein entscheidend. – Ein ausreichendes Einkommen ist erforderlich. – Die Überwachungsmöglichkeit des Bezirks bildet die Grenze. – Eine Nachprüfung anhand eines Kehrbuches soll alle 5 Jahre stattfinden. – Eine Bewerberliste ist aufzustellen. – Ausschluss von Nebengewerbe ohne ausdrückliche Genehmigung. – Erhebung des Kehrlohnes nur vom Hausbesitzer. – Die Regierungspräsidenten können als Berufspflichten die Brandhilfe, die Brandschau und die Bauabnahme aufnehmen.“ Von der Befugnis Kehrbezirke einrichten zu können, machten zu dieser Zeit sämtliche Deutschen Länder in der Weimarer Republik Gebrauch; flächendeckend waren Kehrbezirke eingerichtet.
Am 13. April 1935 änderte der Reichstag – er hatte seitdem am 24. März 1933 mit dem Ermächtigungsgesetz seine Gesetzgebungskompetenzen an die Reichsregierung abgetreten, war seitdem „gleichgeschaltet“ und hatte keine demokratische Funktion mehr – den bis dahin geltenden § 39 der Gewerbeordnung und schrieb die Einrichtung von Kehrbezirken vor („Gesetz zur Änderung der Gewerbeordnung“).
Auf Grundlage dieses Gesetzes erließen Reichswirtschaftsministerium und Reichsinnenministerium die „Verordnung über das Schornsteinfegerwesen“ vom 15. April 1935 und 28. Juli 1937.
Letztere legte fest:
„Die Erhaltung der Feuersicherheit liegt im öffentlichen Interesse. Alle Gebäude mit Schornsteinen und Feuerungsanlagen unterliegen deshalb dem Kehrzwang. Die Kehrgebühr ist eine öffentliche Last des Grundstücks. Kehrarbeiten dürfen nur von Bezirksschornsteinfegermeistern, die für bestimmte Kehrbezirke angestellt sind, oder deren Gesellen und Lehrlingen ausgeführt werden. Der Bezirksschornsteinfegermeister gehört als Gewerbetreibender dem Handwerk an. Er ist der Aufsicht und der Ordnungsstrafgewalt einer Behörde unterstellt, hat aber nicht Beamtenhoheit.“
Damit bekamen die Bezirksschornsteinfeger das sogenannte Kehrmonopol.
Nach dem Zweiten Weltkrieg gab es in den Besatzungszonen unterschiedliche Verordnungen für das Schornsteinfegerwesen.
Am 22. Januar 1952 wurde ein Bundesgesetz zur Ordnung des Schornsteinfegerwesens verabschiedet.
Die Verfassungsbeschwerden einiger Bezirksschornsteinfeger wies das Bundesverfassungsgericht mit Urteil vom 30. April 1952 zurück.
Am 10. Juli 1969 stimmte der Bundesrat dem 'Gesetz über das Schornsteinfegerwesen' zu. Dieses Gesetz hob auch die bis dahin geltenden Paragraphen der Gewerbeordnung von 1935 und 1937 auf. Es brachte ein einheitliches Schornsteinfegerrecht für die Bundesrepublik Deutschland.
Die seit 1969 geltende Monopolregelung wurde unter anderem von der EU-Kommission als Verstoß gegen die Grundfreiheiten der Niederlassungs- und Dienstleistungsfreiheit angesehen. Weiterhin wurde teilweise die Befugnis zum Betreten der Wohnung zur Kehrung oder Überprüfung gemäß § 1 Abs. 3 a.F. kritisiert. Die EU drohte der Bundesrepublik mit einem Vertragsverletzungsverfahren. Der Bundestag reformierte aus diesem Anlass die Kehr- und Überprüfungsordnung (KÜO) und beschloss am 26. November 2008 das „Schornsteinfeger-Handwerksgesetz – SchfHwG“ („Gesetz über das Berufsrecht und die Versorgung im Schornsteinfegerhandwerk“).

## Ablauf des Gesetzes
Das Gesetz trat mit Ablauf des 31. Dezember 2012 außer Kraft. Es wurde abgelöst durch das „Schornsteinfeger-Handwerksgesetz – SchfHwG“.